# 電気化学走査型トンネル顕微鏡
電気化学走査型トンネル顕微鏡（でんきかがくそうさがたかトンネルけんびきょう、Electro-Chemical Scanning Tunneling Microscope : EC-STM）は電気化学反応を可視化する走査型トンネル顕微鏡の一形式。

## 概要
走査型トンネル顕微鏡(STM)の原理を利用して探針と試料をセットする電気化学セルとそのセル電極の電位を制御する2台の定電位電解装置で探針の電極電位と試料電極の電極電位を参照電極に対して独立に同時に設定してトンネル電圧は両方の電極電位の差で対極は試料上で電極反応に係わる電流を制御するために用いられ、これにより試料表面の電気化学反応を可視化する。探針は白金製で先端部以外はガラスで被覆される。

## 用途
- 原子レベルでの固体/液体の界面での分子構造の可視化
- 半導体電極表面での反応の可視化